# غيفن (فلم)
غيفن (باليابانية: 映画 ギヴン، بالروماجي: Eiga Givun) هو فيلم أنمي ياباني من إخراج
هيكارو ياماغوتشي ومن إنتاج استوديو ليرتشي. الفيلم مقتبتس من سلسة مانغا يحمل نفس الاسم من تأليف ورسم ناتسوكي كيزو. عرض الفيلم في اليابان في 22 اغسطس عام 2020.

## القصة
تدور أحداث القصة مافويو الذي يحاول كتابة أغنية جديدة للمهرجان القادم.

## الأداء الصوتي
مافويو ساتو
أداء صوتي: شوغو يانو
ريتسوكا أوينوياما
أداء صوتي: يوما أوتشيدا
هاروكي ناكاياما
أداء صوتي: ماساتومو ناكازاوا
أكيهيكو كاجي
أداء صوتي: تاكويا إغوتشي
أوغيتسو موراتا
أداء صوتي: شينتارو أسانوما

## وصلات خارجية
- الموقع الرسمي (باليابانية)
- مقالات تستعمل روابط فنية بلا صلة مع ويكي بيانات